# 弗兰斯·德明克
弗兰斯·德明克（荷蘭語：Frans de Munck，1922年8月20日—2010年12月24日）是一名荷蘭前足球運動員及教練，場上司職守門員，以一頭黑髮加上黑色球衣，反應如貓般敏捷，因而被稱為「黑豹」（De Zwarte Panter）。

## 生平
球會
1950年代初荷蘭足球還是業餘時期，德明克因在锡塔德男孩（Sittardse Boys）收取金錢而遭皇家荷蘭足球協會判罰禁賽1年。他於是轉到鄰國德國，成為科隆史上首名外援，於1950-54年效力四年間在聯賽上陣100場，並曾攻入兩球。外表俊俏的德明克在德國於1954年曾參演電影《完美未婚夫妻》（Das ideale Brautpaar）。返回荷蘭後德明克繼續踢球，於效力烏德勒支DOS期間贏得聯賽冠軍；1957年好莱坞女星珍·曼絲菲（Jayne Mansfield）造訪荷蘭，於對鹿特丹斯巴達賽前德明克獲選向主持開球禮的珍·曼絲菲獻吻，在荷蘭轟動一時。直到1966年他才在退役。
國家隊
德明克曾代表荷蘭國家隊上陣31場，1949年4月23日首次披上國家隊球衣出戰法國，「橙衣兵團」以4-1獲勝，他亦有參加荷蘭海外職業球員選手隊於1953年在巴黎王子公园体育场上演對法國為「1953年北海水災」（Watersnood van 1953）而舉行的慈善賽。
教練
德明克退役後轉任教練，在荷蘭及比利時分別執教、布魯日、利爾斯等球會。
去世
他於2010年平安夜在阿纳姆去世，享年88歲。

## 榮譽
科隆
- 德国足协杯亞軍：1954年；

烏德勒支DOS
- 荷兰足球甲级联赛冠軍：1957/58年；

## 外部連結
- （荷兰文） Biography